# A plague of lighthouse keepers
A plague of lighthouse keepers is een suite (binnen rock: epic) geschreven door leden van de Van der Graaf Generator voor het album Pawn hearts uit 1971.
De teksten zijn afkomstig van songwriter Peter Hammill, die met een verhaal kwam over een vuurtorenwachter. Hij redt levens, maar kan ook niet in actie komen als zeevaarders toch verzwolgen worden door de zee. Hammill gaf het een open eind. Hammills teksten gingen destijds vaker over de hulpeloze mens, dus of de man uiteindelijk zelfmoord pleegt of dat verwerkt en verder gaat met het leven is aan de luisteraar. Rondom de tekst schreven Hammill, David Jackson, Hugh Banton en Guy Evans muziekstukjes die los van elkaar werden opgenomen in de Trident Studios. Muziekproducent John Anthony en zijn geluidstechnici zorgden er bij de mix voor dat er een lang stuk ontstond. Hier en daar in A plague of lighthouse keepers is gitarist Robert Fripp van King Crimson te horen, waarschijnlijk mede ingegeven omdat VdGG zelf geen (echte) gitarist had (Hammill begeleidde zichzelf wel eens). De bijdragen van Banton zijn bijzonder in het feit, dat hij gedurende het album Pawn hearts experimenteerde met de nieuwe ARP-synthesizer en ook oefende op de mellotron. 
De suite nam de gehele B-kant van het album in beslag; een vergelijking met Supper's ready van Genesis was dan ook snel gemaakt.
Van A plague of lighthouse keepers zijn nagenoeg geen concertuitvoeringen bekend. Daarvoor was het stuk te ingewikkeld geworden. Het staat namelijk vol met maat-, ritme en toonsoortwisselingen. De daarbij gevoegde wisselende instrumentatie maakte uitvoeringen haast onmogelijk. Voor de Belgische televisie werd in 1971/1972 een uitvoering in scene gezet; het was eigenlijk opgenomen zoals het op het album is gezet; stukje voor stukje. 
Delen van A plague werden wel gespeeld nadat de band in 1975 heropgericht was. VdGG speelde een medley uit A plague en Sleepwalkers van het album Godbluff. Wanneer het analoge instrumentarium in de 21e eeuw vervangen is door digitale wordt de suite wel uitgevoerd en is te beluisteren op het livealbum Merlin atmos uit 2015.
A plague of lighthouse keepers (teksten van Hammill):
1. Eyewitness (2:25, Hammill)
2. Pictures/Lighthouse (3:10, Banton, Jackson)
3. Eyewitness (0:54, Hammill)
4. S.H.M. (1:57, Hammill)
5. Presence of the night (3:51, Hammill)
6. Kosmos tours (1:17, Evans)
7. (Custard’s) last stand (2:48, Hammill)
8. The clot thickens (2:51, Hammill, Banton, Evans, Jackson)
9. Land’s end (Sineline) (2:01, Jackson)
10. We go now (1:51, Jackson, Banton)

Net zoals de meningen over het album verdeeld waren, gold dat ook voor dit nummer. In terugblik benoemde AllMusic het als een meesterwerk maar te uiteenlopend; Mojo benoemde het als absurd. 